# Викторианские Альпы
Викторианские Альпы (англ. Victorian Alps) — горный хребет на юго-востоке австралийского штата Виктория. Представляет собой юго-западную часть Австралийских Альп (другая половина — Снежные горы), самую высокую часть Большого Водораздельного хребта. Высочайшая точка — гора Богонг (1986 м). Ответвления Викторианских Альп хребты Ярра и Данденонг являются источниками рек и питьевой воды в Мельбурне.
Золотая лихорадка в Виктории в 1850—1860-х годах привела к заселению этой территории европейцами. Богатые природные ресурсы региона привели вторую волну сельскохозяйственных поселенцев. В предгорьях вокруг Викторианских Альп в настоящее время находится крупный аграрный сектор. Викторианские Альпы также являются источником многих водных путей Виктории, включая реки Муррей и Ярра и озёра Гиппсленд. Предгорные долины окружены винодельнями и садами благодарю обилию воды. В регионе также находится крупнейший национальный парк Виктории, Альпийский национальный парк, который занимает площадь более 646 тыс. га. Создание Альпийского национального парка ограничило местную экономическая деятельность, такую как добыча полезных ископаемых, лесозаготовки и сельское хозяйство, ограничена, чтобы сохранить естественную экосистему. Туризм в регионе сосредоточен вокруг зимних видов спорта и различных мероприятий на свежем воздухе в летние месяцы.

## История

### Доколониальный период
Викторианские Альпы были важным местом встречи множества коренных племён аборигенов Юго-Восточной Австралии. В зависимости от сезона коренные народы из многих племён встречались на самых высоких пиках для торговли, разрешения споров, свадеб и церемоний инициации. Интересно, что на предгорных равнинах племена питались богонгской ночной бабочкой (Agrotis infusa), которая в больших количествах мигрирует из мест размножения в Квинсленде в Викторианские Альпы в течение летних месяцев.

### Европейские исследования и поселения
Барон Фердинанд фон Мюллер, Ангус Макмиллан и Альфред Ховитт были одними из первых викторианских поселенцев, которые исследовали Викторианские Альпы в начале 1850-х годов. В 1852 оду в этом регионе было найдено золото и тысячи людей прибывали на предгорные равнины в период золотой лихорадки в Виктории в 1850—1860-е годы. В поисках пастбищ такие первопроходцы-скотоводы, как Джон Митчелл, Джордж Грей, Джеймс Браун и Джон Уэллс, переселились из центральной части Виктории на предгорные равнины Богонг, поселившись в этой местности из-за обилия естественных травяных полей. Эти ранние поселения часто были сезонными, поскольку из-за суровой зимы выпас скота и добыча полезных ископаемых были непрактичными. Сообщества в Викторианских Альпах, изолированные от австралийской цивилизации, вели особый образ жизни, воплощённый в знаменитом стихотворении Банджо Паттерсона «Парень со Снежной реки». После Второй мировой войны рост населения увеличил спрос на древесину из Викторианских Альп. Это способствовало росту экономики региона за счёт строительства ряда дорог, железнодорожных линий и мостов, наиболее заметным из которых является Великая Альпийская дорога, 308-км полностью заасфальтированный горный перевал, соединяющий Бэрнсдейл восточного Гиппсленда с Вангараттой в Центральной Виктории. Дорога достигает высоты 1 845 м над уровнем моря на участке, называемом крестом, который является самым высоким участком закрытой дороги в Австралии; это место было популярным туристическим направлением среди автомобилистов в 1920-х и 1930-х годах.
Введение зимних видов спорта в Викторию началось в 1910-х годах с финансируемого государством строительства лыжного курорта Маунт-Баффало-Шале. Ныне — это самое большое деревянное здание в Австралии и в течение многих лет было единственной лыжной зоной в Викторианских Альпах. В последующие десятилетия катание на лыжах в Альпах постепенно набирало популярность, главным образом вокруг лыжных клубов, таких как Университетский лыжный клуб, который был основан в 1929 году под названием Мельбурнский университетский лыжный клуб. В начале 1960-х лыжный спорт начал развиваться, когда на лыжных площадках начали устанавливать буксирные тросы, а австрийские иммигранты, такие как Ханс Гримус в Маунт-Буллер и Петер Циркнискер в Маунт-Хотэм, открыли предприятия по аренде лыж и домики в своих уважаемых горах.

## Описание

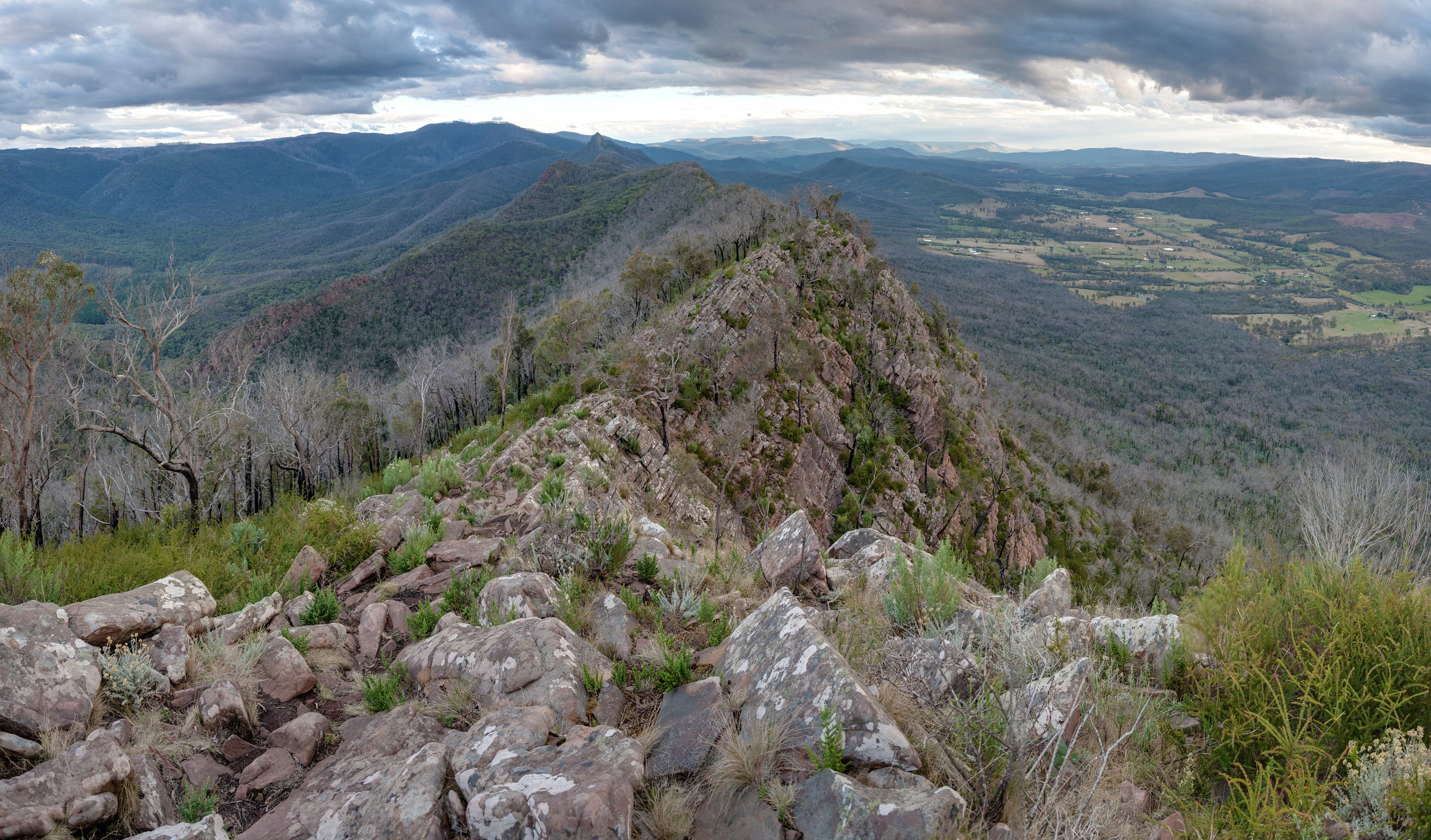
Вид на хребет Катедрал

Викторианские Альпы включают Высокие равнины Богонг, хребет Боуэн, хребет Катедрал, хребет Кобберас и множество других небольших хребтов, включая Альпийский шир, части Восточного шира Гиппсленда и некоторые части районов местного самоуправления Мэнсфилдского шира. Альпы иногда называют Высокими Равнинами или Высокими Странами. Перепись населения Австралийского статистического бюро 2016 года показала, что в Альпийском Шире проживало 12 337 постоянных жителей, из которых 49,2 % мужчин и 50,8 % женщин, а средний возраст — 49 лет.
Самая высокая вершина хребта — гора Богонг (высота 1986 м), самая большая вершина в штате Виктория. Другие выдающиеся пики в регионе следующие: гора Фетертоп (1922 м), Хотэм (1862 м) и Баффало (1723 м).

## Флора и фауна

### Флора
Бо́льшая часть уникальной флоры Викторианских Альп находится над линией леса на высоте 1500 м над уровнем моря в районе над лесом эвкалипта царственного (Eucalyptus regnans). Уникальная флора включает самый большой в Австралии ареал кочкарника из трав рода мятлик, травянистых ромашек, очанок и низкорослых осок. Многие другие небольшие растительные экосистемы появляются на Высоких равнинах, включая, но не ограничиваясь, кочкарниковые пастбища, альпийские кустарниковые пустоши, субальпийские леса и высокогорные альпийские травяные поля. Наиболее примечательные виды флоры в Викторианских Альпах эвкалипт малоцветковый (Eucalyptus pauciflora), цельмисии (Celmisia), Astelia alpina, Trachymene humilis, краспедии (Craspedia), Bossiaea foliosa, гревиллея Grevillea australis.

### Фауна

#### Млекопитающие
В Викторианских Альпах обитает множество мелких сумчатых и млекопитающих, многие из которых являются эндемиками. Горный кускус (Burramys parvus) является ярким примером этого, поскольку его можно найти только в альпийских регионах Виктории и Нового Южного Уэльса. Считалось, что горные кускусы вымерли, пока не были заново открыты в 1960-х годах на горе Хотэм. Сейчас этот вид находится в списке критически исчезающих видов из-за завезённых хищников, таких как лиса, сокращения среды обитания и уменьшения численности бабочки богонг. В этом регионе также обитают ехидна, короткошёрстный вомбат (Vombatus ursinus), валлаби, кенгуру и лесная крыса Rattus fuscipes.

#### Прочие позвоночные
Среди других позвоночных, обитающих в этом регионе, распространённые местные виды лесных птиц, такие как малиновки, воробьи, розеллы, веерохвостки, вороны-флейтисты и медососовые; шесть видов лягушек и несколько вариантов сцинков. Сцинк Cyclodomorphus praealtus занесён в список исчезающих видов из-за сильных пожаров в регионе за последние десятилетия. Лягушка горная филория находится в критическом состоянии, её численность составляет менее 1 тыс. экземпляров, основная угроза для этого вида — хитридиомикоз, вызываемый грибком Amphibian Chytrid. Горные ручьи также населены видами мелких рыб, такими как горные галаксии. В целом разнообразие фауны в Викторианских Альпах сильно ограничено из-за климата и открытых условий.

#### Интродуцированные виды
Интродуцированные виды значительно опасны для хрупкой экосистемы Викторианских Альп. Обыкновенная лисица является четвёртым по распространенности видом, встречающимся в этом районе, из-за обилия других интродуцированных видов, таких как кролик и заяц. Одичавшие австралийские лошади брамби также являются серьёзными вредителями на викторианских Высоких равнинах. Тяжелые копыта лошадей повреждают местную флору, из-за этого правительство Виктории приложило дополнительные усилия по уменьшению популяции диких лошадей в национальном парке. Однако, инициативы по блокированию выбраковки брамби, утверждающих, что они являются «национальными символами», набрали обороты в мае 2020 года. Постановление верховного суда привело к прекращению отбраковки, поскольку петиции собрали более 100 тыс. подписей в поддержку предотвращения выбраковки.
Другие интродуцированные виды в регионе включают оленей, свиней, коз, кошек, форель и собак. Ответ правительства Виктории на этих вредителей в национальном парке включает обширные программы отлова и травли, проводимые менеджерами парков.
Помимо диких вредителей, в Викторианских Альпах ранее были обнаружены промышленные животные, такие как крупный рогатый скот и овцы. Выпас скота может нанести серьёзный ущерб естественной флоре и редким видам трав, которые встречаются выше линии лесов на высоте 1500 м над уровнем моря. Влияние крупного рогатого скота на окружающую среду усиливается в течение короткого вегетационного периода для альпийской флоры, а это означает, что после того, как флора повреждена, восстановление может требовать длительного времени. Из-за серьёзности ущерба, нанесённого флоре Альпийского национального парка, правительство штата Виктория запретило выпас скота в парке в 2015 году в рамках закона 2015 года о поправках к национальным паркам. Станция Кобунгра, однако, продолжает традицию выпаса скота в альпийских горах, не нанося вреда растительности над линией деревьев, поскольку она располагалась на высоте от 1500 до 1000 м в предгорьях под горой Хотэм. Станция Кобунгра — важный продукт викторианской альпийской области, так как она может похвастаться самой большой станцией вагю в штате.

## Геология
В Викторианских Альпах коренная порода обнажена по всему горному хребту. Из-за обнажённой коренной породы геологи смогли определить, что типы горных пород на поверхности хребта сегодня сформировались в древнем океане между 530 и 400 млн лет назад. Горы здесь плоские и ровные, по сравнению со многими другими хребтами по всему миру, что связано с двумя основными факторами. Во-первых, Викторианские Альпы возникли в результате раскола континентов. Во-вторых, хребет никогда не был достаточно высоким для образования крупных ледников, а именно ледняковая эрозия создает неровные вершины. Викторианские Альпы по-прежнему находятся под влиянием тектоники плит, поскольку столкновение континента с Новой Зеландией с каждым годом поднимает хребет. Это противоречит более ранним теориям о хребте, которые предполагали, что размер гор возник из-за многолетней эрозии, на самом деле теперь считается, что австралийские Альпы — относительно молодой хребет, их нынешние пики сформировались за последние 10 млн лет.

## Водные ресурсы
Викторианские Альпы получают один из самых высоких уровней осадков в Виктории: например, горнолыжный курорт Фоллс-Крик, находящийся на высоте 1765 м, в период 1990—2020 годов ежегодно получал 12 273 мм осадков. Большие объёмы воды, попадающие в этот регион, питают водные пути, такие как река Ярра и озёра Гиппсленд. Река Муррей также питается Викторианскими Альпами, и, хотя на этот регион приходится только 1 % водосборной площади Муррея, по оценкам, хребет обеспечивает более 29 % годового стока реки. Это связано с большим количеством снега и уникальной альпийской растительностью, которая способна удерживать воду и регулировать её сброс в течение года. Вода из Викторианских Альп также используется для выработки электроэнергии на гидроэлектростанции на реке Киеуа, хотя и не такой обширный, как гидрокомплекс Сноуи в Снежных горах, гидрокомплекс Киеуа по-прежнему обеспечивает штат Викторию 241 МВт.

## Туризм

### Зимний туризм
Зимой главной достопримечательностью Викторианских Альп являются лыжные трассы, крупнейшей из которых по количеству подъёмников является гора Буллер, а самой длинной по трассе для катания — гора Хотэм. Другие викторианские горнолыжные зоны включают гору Бау-Бау, гору Стерлинг, Лейк-Маунтин, Фолс-Крик и ранее гору Баффало. Лыжный туризм в Викторианских Альпах также очень популярен по знаменитым маршрутам, таким как Двойные долины, гора Богонг, хребет Фезертоп и загородные маршруты на горе Хотэм. Есть много переоборудованных хижин скотоводов, которые разбросаны по альпийскому ландшафту, чтобы приспособить их к потребностям горнолыжных курортов. В целом туристическая индустрия зимних видов спорта принесла викторианской экономике более 911 млн долларов валовой прибыли в 2016/2017 финансовом году. За тот же период в течение лыжного сезона регион посетили более 762 981 туристов.

### Летний туризм
Летний отдых приводит к снижению количества посетителей: например, в летние месяцы сезона 2016/2017 регион посетило 348 366 туристов. Здесь проводятся такие крупные соревнования, такие как велосипедный Peaks Challenge, в которых велосипедисты проезжают 235 км по Высоким равнинам. Турнир поло Dinner Plain Polo — ежегодное мероприятие, проводимый летом на горнолыжном курорте Диннер-Плейн. Основанный 31 год назад, Dinner Plain Polo является самым длинным и высокогорным соревнованием по бегу по поло в Австралии. Прогулки по лесу также являются важной частью летнего отдыха в Викторианских Альпах. Ночная пешеходная тропа от горы Хотэм до водопада Крик охватывает одни из самых высоких регионов викторианских Альп, с ночёвками в хижинах Копа и Диббинса; общая длина прогулки составляет 37 км. Другие летние мероприятия, которые привлекают посетителей в Викторианские Альпы, включают катание на горных велосипедах (на Лейк-Маунтин, Маунт-Бау-Бау, Маунт-Бьюти, Маунт-Буллер, Брайт, Фолс-Крик, Диннер-Плейн и др.), скалолазание (особенно на горе Буффало), ловля форели и верховая езда.